# مارغريت كامبل
مارغريت كامبل (بالإنجليزية:Margaret Campbell) (مواليد 24 أبريل 1883 - وفيات 27 يونيو 1939). ممثلة أمريكية في عصر السينما الصامتة.

## روابط خارجية
- مارغريت كامبل على موقع IMDb (الإنجليزية)
- مارغريت كامبل على موقع أول موفي (الإنجليزية)
- مارغريت كامبل على موقع قاعدة بيانات برودواي على الإنترنت (الإنجليزية)
- مارغريت كامبل على موقع كينوبويسك (الروسية)
- مارغريت كامبل على موقع فايند أغريف